# Oleg Artemyev
Oleg Guérmanovich Artémiev  (en ruso: Олег Германович Артемьев; 28 de diciembre de 1970) es un cosmonauta ruso de la Agencia Espacial Federal Rusa. Fue seleccionado como parte del grupo de cosmonautas RKKE-15 en 2003.

## Datos personales y educación
Artémiev nació en Riga, República Socialista Soviética de Letonia, hoy en día Letonia, el 28 de diciembre de 1970. Se graduó en la Escuela Politécnica de Tallin en 1990.

## Experiencia
Después de su graduación, Artémiev sirvió en el ejército soviético de Vilna, Lituania, hasta 1991. Ha trabajado en RKKE desde 1998.

## Carrera de cosmonauta

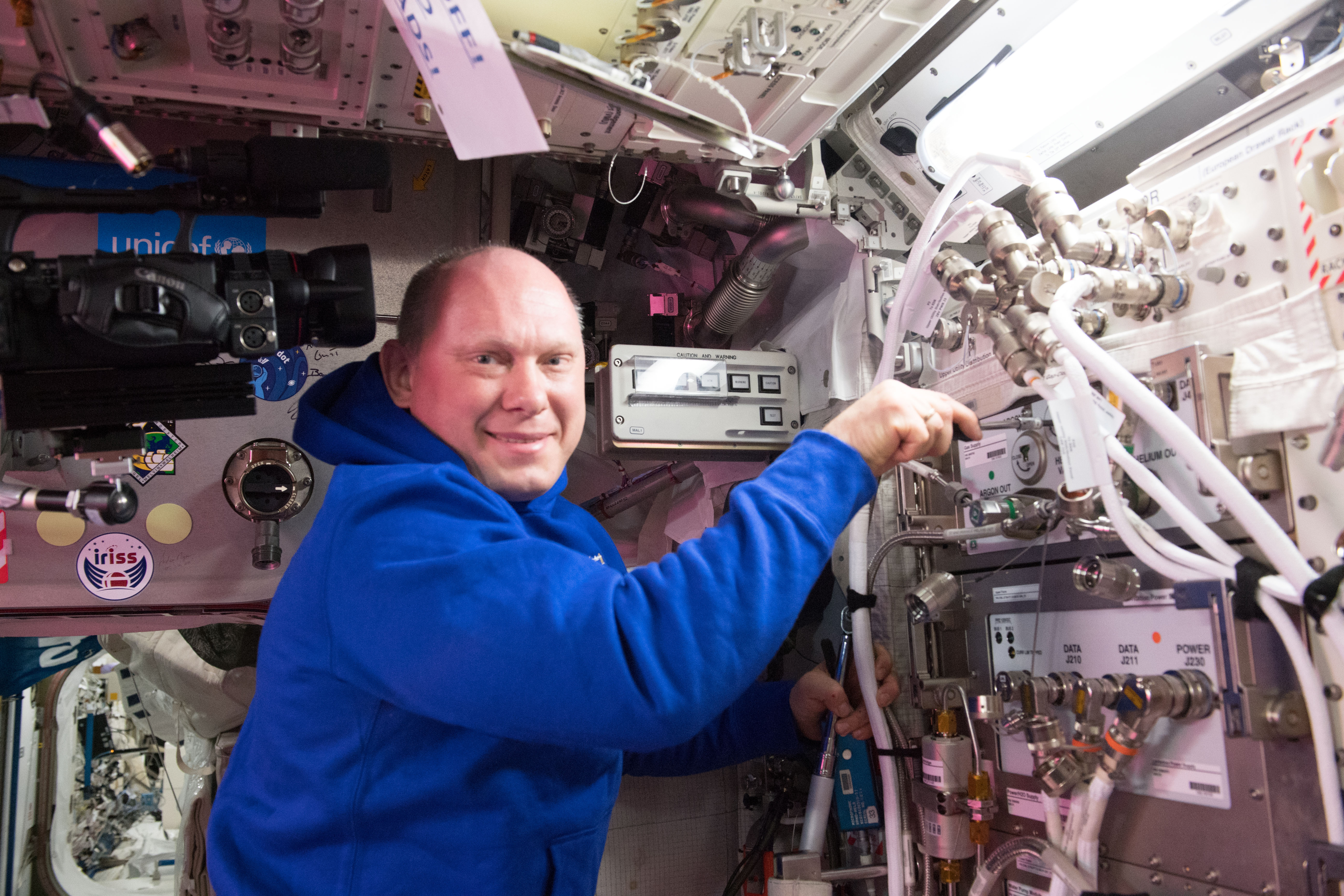
El cosmonauta Oleg Artemyev trabaja en el hardware de la estación espacial al final de su jornada laboral.

Artémiev fue seleccionado como parte del grupo de cosmonautas RKKE-15 el 29 de mayo de 2003. Se entrena actualmente como miembro de la Expedición 39/Expedición 40, tripulación de larga duración a la Estación Espacial Internacional. Artémiev fue miembro del equipo de estudios precursores de 15 y de 105 días del programa Mars-500.
La misión tiene previsto su lanzamiento en el cohete Soyuz desde el cosmódromo de Baikonur, Kazajistán en mayo de 2014 y está programada para durar hasta noviembre de 2014.